# 項劉記
『項劉記』（こうりゅうき）は、1993年7月21日に日本の光栄から発売されたPC-9801用歴史シミュレーションゲーム。
古代中国における楚漢戦争をテーマとしており、プレイヤーは項羽、劉邦となって相手勢力の打倒を目指す。項羽と劉邦の能力値・人材の登用傾向・特定のコマンド成功率の違いなど勢力の個性化が図られている。
開発は光栄が行い、プロデューサーはシブサワ・コウ、音楽は映画やテレビドラマの劇伴などを手掛けている音楽プロデューサーの長谷川智樹が担当した。
同年にFM TOWNS、X68000に移植された他、1994年にはスーパーファミコン、1998年にはPlayStationに移植された。スーパーファミコン版は北米にて『Rise of the Phoenix』のタイトルで発売された。2003年にPC98版を復刻収録した「コーエー25周年記念パック Vol.5」が発売され、2005年には「コーエー定番シリーズ」として単品発売もされた。

## 概要
秦の始皇帝の死後、「陳勝・呉広の乱」を引き金に秦に不満を持つ各群雄が並び立ち、その中で頭角をあらわした項羽と劉邦。用意された4つのシナリオは、秦が滅亡し、2人がある程度勢力をつけた状態から始まる。しかし双方とも反乱軍から身を興しているため、強い基盤までは持っていない。そのため、2人は戦闘以外の面にも神経を注ぐことになる。この二人を題材としたゲームはソフトプランが1980年代に発売した「項羽と劉邦」以来、久々のものだった。
各シナリオで選択できる勢力は「項羽」（楚、いわゆる西楚）か「劉邦」（漢、いわゆる前漢）のみだが、これ以外の独立勢力も存在する。項羽は、本人が全武将中最強の「戦闘」値を誇り「武装」値の高い軍隊を有すが、「支持率」「友好度」が低い都市が多い。このため、同盟したり、支配下においても、わずかなことで背反されやすい。劉邦は「統率」以外の能力値は低いが、バラエティに富んだ人材が初めから多く、陣頭に立たなくとも家臣に戦闘を委ね、自分は外交や人材発掘に専念できる。「三國志シリーズ」等と比較すると、人材の両勢力への「好悪」が非常にはっきりしていて、特に能力値が高く著名な武将たちは登用できる条件が厳しく、基本的に項羽にしか登用できない武将や劉邦にしか登用できない武将が存在するため、史実同様の人材分布になりやすいという特徴がある。

## ゲーム内容

### システム
本作では内政が重視されている従来の光栄作品とは異なり、各軍団に武将・兵士を割り振ってそれぞれを自由に行軍させ、軍団単位でコマンドを実行させる「行軍戦闘」スタイルをとっている。このため、各都市の「内政」も可能だが重要性は低く、戦闘と補給の2つを柱にしたシンプルな形となった。各都市は軍団の補給基地といった役割が強い。ただし、内政をまったく行わずに戦闘ばかり繰り返していると都市の「支持率」が上がらないため都市が離反したり、君主の「敬慕度」が減少して武将の新規登用に不利になったり配下武将の離反が起こったりするため、「支持率」「敬慕度」を維持するため適度に内政を行う必要がある。主に戦闘を行う軍団と内政専門の軍団とが形成されてくることが多いため、前漢の三傑のひとりである蕭何が前線を支えるため補給を送り続けた史実をゲームの要素として取り入れているようにも受け取れる。本作においては戦闘にせよ内政にせよ軍団単位で行うため、各軍団にそれぞれ一芸に秀でた人物を配して、同じ特徴を持つ人物はなるべく異なる軍団に回すといった軍団編成が必要になる。曹参のようにすべての能力値が水準以上である人物は使いやすくなっている。
内政の比重が低い分、行軍・戦闘にはバラエティーを持たせている。「伏兵移動」「ユニットの向きによる防御補正」「城砦攻撃の水攻め」「夜襲」など、各条件で様々な戦闘を行えるようになっている。
しかし戦闘を繰り返し敵の軍団を順に潰してゆくという単調な展開に終始し、ゲームとしての深み、奥行きに欠けていることは否めない。
また内政の比重の低さの結果、蕭何のような政治力が高いだけの文官タイプの武将は重要性が低く、戦闘・用兵が高い武官タイプの武将でないとゲーム内で活躍できない傾向がある。
また、二大勢力タイプのゲームなので、一方の勢力がもう一方に比べずっと大勢力で、バランスの問題もある。史実通りとはいえ、シナリオ4の項羽で最終勝利を得るのは非常に難しい。

### シナリオ
史実に沿った4つのシナリオがあり、どのシナリオからでもプレイ可能。
史実通り、後半のシナリオほど項羽（楚）は不利となり、劉邦（漢）は有利となっていく。
1. 前206年 漢中王即位す
2. 前205年 項 義帝を弑す
3. 前204年 劉 項 広武[注 4]に対す
4. 前203年 項 楚歌に涙す[注 5]

## 他機種版
| No. | タイトル                    | 発売日              | 対応機種           | 開発元   | 発売元   | メディア                  | 型式               | 備考            | Ref.                    |
| --- | --------------------------- | ------------------- | ------------------ | -------- | -------- | ------------------------- | ------------------ | --------------- | ----------------------- |
| 1   | 項劉記                      | 1993年10月1日       | FM TOWNS           | 光栄     | 光栄     | CD-ROM                    | KN10461050         |                 |                         |
| 2   | 項劉記                      | 1993年11月5日       | X68000             | 光栄     | 光栄     | 5インチフロッピーディスク | KN10461040         |                 |                         |
| 3   | 項劉記 Rise of the Phoenix  | 1994年4月6日 1995年 | スーパーファミコン | 光栄     | 光栄     | 12メガビットロムカセット  | SHVC-QG SNS-QG-USA |                 | [ 2 ]                   |
| 4   | 項劉記                      | 1998年3月26日       | PlayStation        | 光栄     | 光栄     | CD-ROM                    | SLPS-01338         |                 |                         |
| 5   | コーエー定番シリーズ 項劉記 | 2004年10月14日      | PlayStation        | 光栄     | 光栄     | CD-ROM                    | SLPM-87350         | 廉価版          | [ 3 ]                   |
| 6   | コーエー25周年パックVol.5   | 2003年11月28日      | Windows 98 - XP    | コーエー | コーエー | CD-ROM                    | -                  | PC-9801版の移植 | [ 4 ] [ 5 ] [ 6 ] [ 7 ] |
| 7   | コーエー定番シリーズ 項劉記 | 2005年7月22日       | Windows 98 - XP    | 光栄     | 光栄     | CD-ROM                    | -                  |                 | [ 8 ] [ 9 ] [ 10 ]      |

## 音楽
サウンドトラック
- 項劉記 KECH-1040

サウンドトラックが1993年にCDで発売されている。作曲は長谷川智樹が担当した。トラックナンバーと曲名は以下のとおり。
1. 予兆
オープニング曲
2. 威風 ―項羽のテーマ―
項羽の勢力が最大になった時のテーマ曲
3. 四海太平
劉邦勝利のエンディングテーマ曲
4. 大河悠々
劉邦の勢力が未熟な時のテーマ曲
5. 暗雲
不吉なイベントが起きる時のテーマ曲
6. 赤龍 ―劉邦のテーマ―
劉邦の勢力が最大になった時のテーマ曲
7. まどい
良いイベントが起きた時のテーマ曲
8. 終わりなき戦乱
項羽のメイン曲と、戦闘テーマ曲のメドレー
9. 悲風
戦闘に敗北した時に流れる曲
10. 孤高の虎 ―Solitude―
項羽の勢力が増えた時のテーマ曲
11. 彩雲 ―Cloud draft―
劉邦の勢力が増えた時のテーマ曲
12. 背水の陣 ―Crisis―
戦闘において劣勢の時に流れる曲
13. 四面楚歌
虞美人の登場するイベントで流れる曲
14. 覇王統天
項羽の勝利エンディングで流れる曲
15. 黙想
君主が降伏、あるいは死亡した時に流れる曲

- 光栄オリジナルBGM集Vol.11 スーパー三國志/項劉記 KECH-1048（※スーパーファミコン音源をそのまま使用）

## 評価
スーパーファミコン版
ゲーム誌『ファミコン通信』の「クロスレビュー」では、6・5・6・6の合計23点（満40点）、『ファミリーコンピュータMagazine』の読者投票による「ゲーム通信簿」での評価は以下の通り、19.7点（満30点）となっている。
| 項目 | キャラクタ | 音楽 | お買得度 | 操作性 | 熱中度 | オリジナリティ | 総合 |
| 得点 | 3.6        | 3.5  | 2.9      | 3.2    | 3.4    | 3.2            | 19.7 |